# Cachoeira do Mosquito
A Cachoeira do Mosquito é uma queda-d'água situada na Área de Proteção Ambiental Marimbus-Iraquara, norte do município de Lençóis, Chapada Diamantina, região central do estado brasileiro da Bahia, no leito do rio Mosquito.
Seu nome vem da designação dada, na época do garimpo, aos pequenos diamantes ali encontrados, denominados de "mosquito" no jargão local.

## Características
É uma das mais belas cachoeiras na região de Lençóis. Está situada em propriedade privada, a trinta e oito quilômetros de Lençóis, com acesso parcialmente por rodovia asfaltada (20 quilômetros) e em parte por estrada vicinal (de terra, nos restantes oito quilômetros), dos quais os últimos 980 metros são percorridos a pé por uma trilha, após os carros ficarem num estacionamento com capacidade para quarenta veículos.
Possui em torno de 70 metros de altura. No período chuvoso a queda apresenta um aumento significativo em seu volume, como foi registrado em novembro de 2021, e o rio ali forma um cânion.

## Turismo
Sendo particular a área, as regras de visitação incluem algumas proibições como não fumar, não praticar nudismo, som eletrônico, caçar ou pescar, entre outras. O centro do local, a antiga Fazenda Santo Antônio, foi adaptada para ser um restaurante.
O banho no poço formado pela queda é um dos atrativos do lugar, junto a dois mirantes ali instalados que proporcionam uma visão privilegiada da paisagem e pontos ideais para o registro fotográfico.

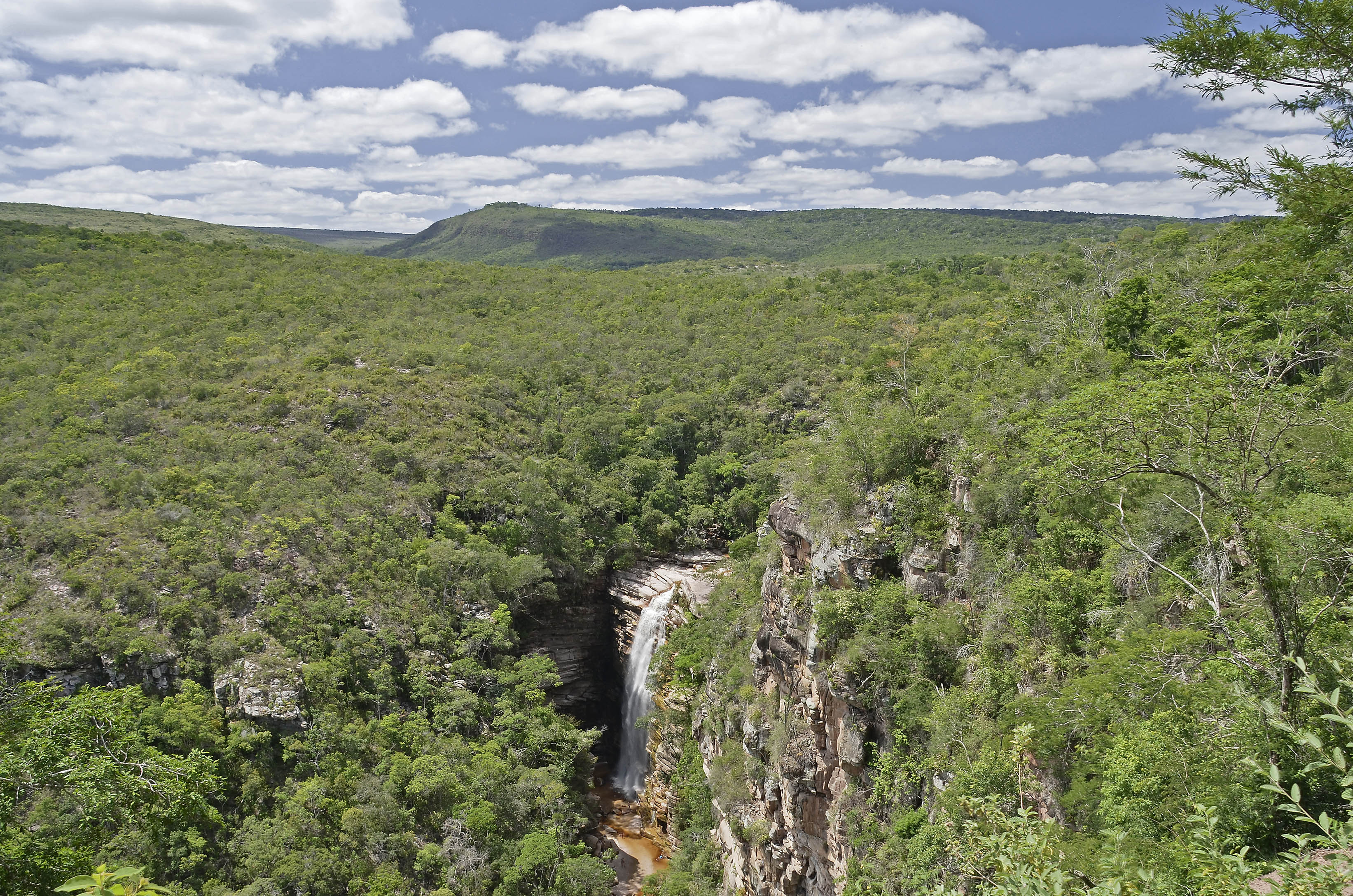
vista panorâmica
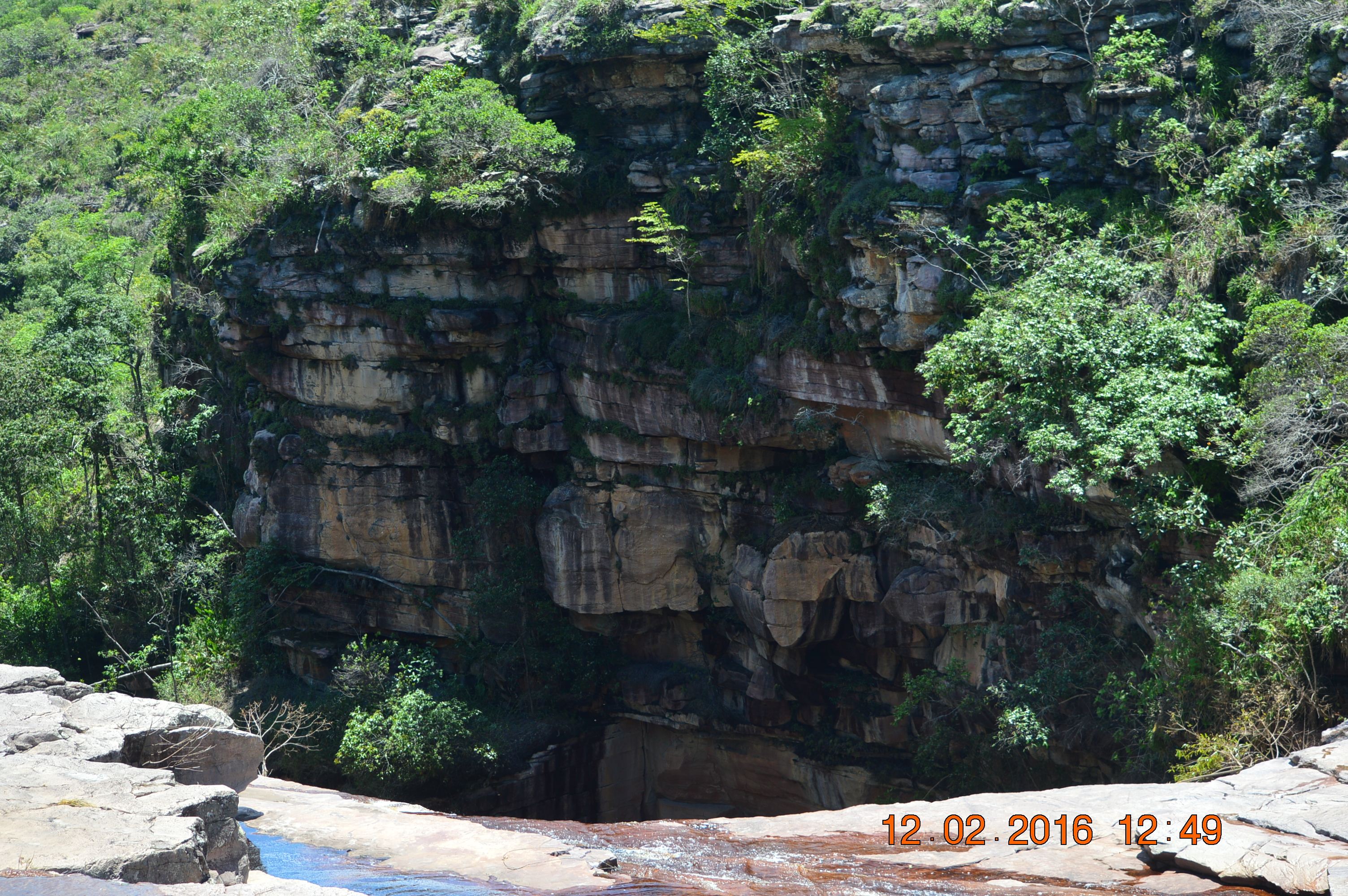
trilha de acesso
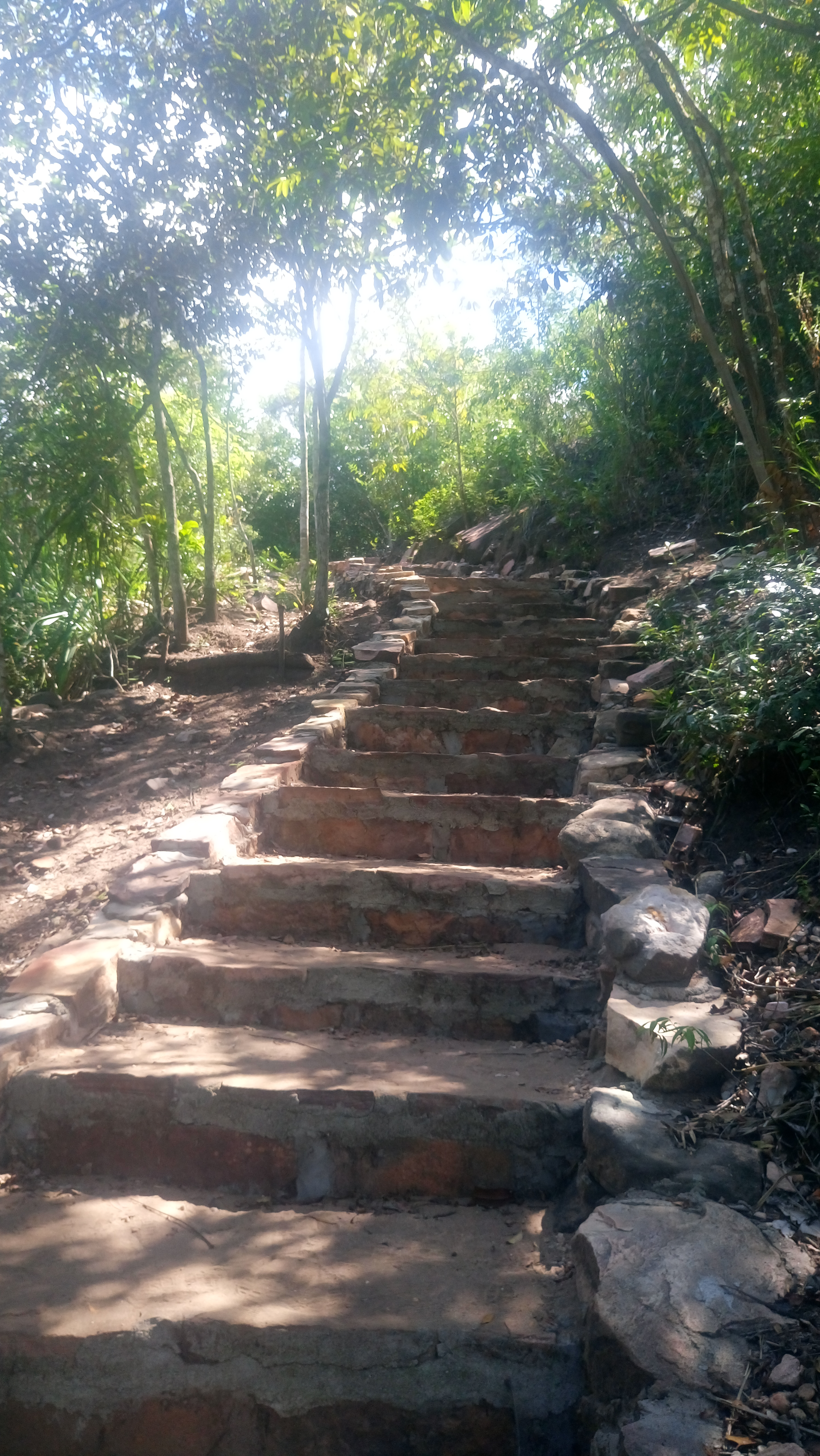
escadaria rústica na trilha
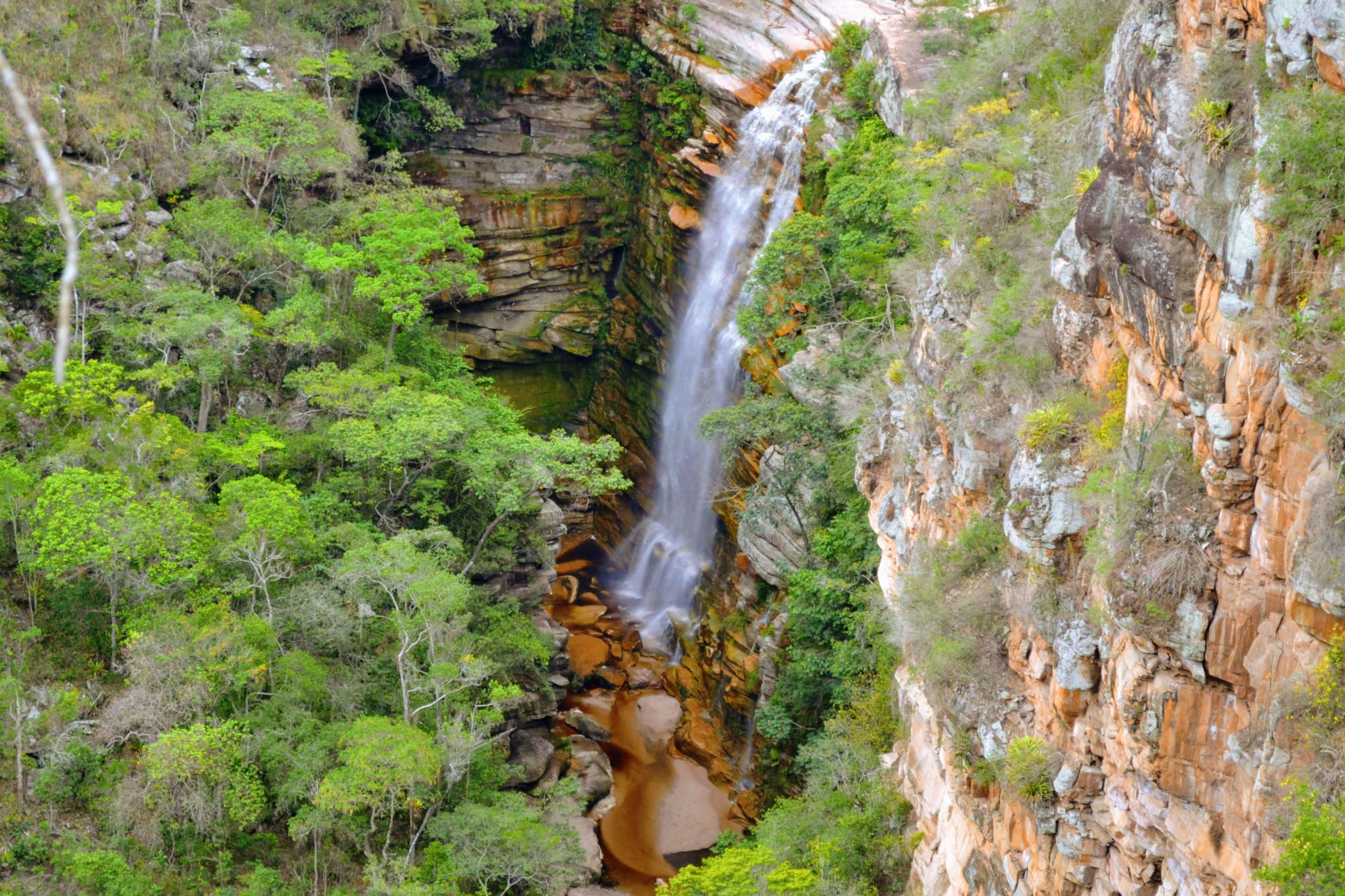
vista do alto